# ヴァンパイア・チアリーダーズ
『ヴァンパイア・チアリーダーズ』 (Vampire Cheerleaders) は、アダム・アーノルド原作 / マイケル・シェルファー作画（開始時担当者：シエイ） / セブンシーズ・エンターテインメント発行によるアメリカ合衆国のOELマンガ作品である。
本作の主たる物語は『ヴァンパイア・チアリーダーズ』と、『アオイ・ハウス』からスピンオフしたそれぞれが超自然的な力を持つクリプティッド・ハンター部隊の活躍を追う主役のいない『パラノーマル・ミステリー・スコード』とのスーパーナチュラル作品の2本立てで展開する。
ウェブコミックである本作の更新は、Gomanga.comと公式フェイスブックにて毎週月曜・水曜・金曜に1ページずつ同時掲載されている。

## 概要
母校の学風を誇り高く顕示するティーンエイジャーの美少女吸血鬼の一団が繰り広げる冒険を描く。
2011年3月15日に208ページの第1巻は紙媒体での刊行を果たした。その電子書籍版もAmazon Kindleとノックにて同日から利用可能となっている。
224ページのペーパーバック第2巻は2012年1月1日号のニューヨーク・タイムズ紙上のマンガ・ベスト・セラーズ・リストにて週間初登場第7位を記録している。なお、当作品は2011年12月6日にアマゾン・コムより先行リリースされた。
既刊単行本2冊とその姉妹シリーズである『パラノーマル・ミステリー・スコード』の最初の2話を収録した432ページのオムニバス合本が『ヴァンパイア・チアリーダーズ／パラノーマル・ミステリー・スコード：モンスター・マッシュ・コレクション』として2012年6月5日に発売された。この『モンスター・マッシュ・コレクション』は前出のニューヨーク・タイムズ紙の2012年6月24日の週でマンガ・ベスト・セラーズ・リストの第9位に初動で入った。『パラノーマル・ミステリー・スコード』は『ヴァンパイア・チアリーダーズ』公式ウェブサイト上のアーカイヴに収録されている。

## 物語
ベイカータウン高等学校チアリーディング部〔ヴァンパイア・チアリーダーズ〕の部員の1人が失踪し、ロリ・サーストンと他の上級生のチアリーダー達はBスコードの2年生の中から1名を彼女らの吸血ランクへ迎えるしか選択肢はなかった。トライアウトが行われ、温室育ちで純真無垢な少女ヘザー・ハートリーに白羽の矢が立つ。

## 登場人物
ヘザー・ハートリー / Heather Hartley
- 人種 : ヨーロッパ系アメリカ人
- 頭髪 : 栗毛(Brown hair) / ショート(プチ) / 後方シングル・ポニーテイル
- 瞳色 : 碧
- 胸囲 : Bカップ
- 素朴な高校2年生 / A naïve eleventh grader

ベイカータウン高校在学中のBスコードだったヘザーは3年生に襲われヴァンパイアとなり新しい世界の扉を開くこととなった。厳格な家庭で育った彼女の変身は高圧的な両親に対する従順さや素直さ等を失わせ父母を"魔力"で奴隷にした。第1話では不幸にして血液への欲望を制御できずに大事な試合を翌日に控えた自校のフットボール部のティーム全員をその毒牙にかけ貧血に陥らせてしまったが、Aスコードの機転と暗躍によって事件は闇に葬られる。

ロリ・サーストン / Lori Thurston
- 人種 : ヨーロッパ系アメリカ人
- 頭髪 : 金髪 / ロング・ストレート
- 瞳色 : 蒼
- 胸囲 : Cカップ
- ティーム・キャプテン / Team captain

ベイカータウン高校のクールで打算的なクイーン・ビーにして魔女の巣窟たる〔ヴァンパイア・チアリーダーズ〕のメンターである不老不死の彼女は、20年毎にファーストネームを変え自分の"娘"を装い再入学を繰り返し何十年もの間ヘッド・チアリーダーの地位に君臨し続け終わらない青春を謳歌している。他人に対しては自身の権威の強化を躊躇しない反面、Aスコードの面々には親族のように接する。目下の最大の関心事は、問題を回避して永遠のチアリーダーとして生き続けるための低姿勢の維持にある。

ゾーイ・ウェラー / Zoe Weller
- 人種 : アフリカ系アメリカ人
- 頭髪 : 黒髪・栗毛
- 瞳色 : 茶
- 胸囲 : Cカップ
- 副キャプテン / Co-Captain

スキのボーイフレンドを死なせたため、彼女とは表向きは常に対立している。

スキ・タフト / Suki Taft
- 人種 : アジア系アメリカ人
- 頭髪 : ハイライト入り黒髪
- 瞳色 : 茶(カラーコンタクトレンズ装用の場合あり)
- 胸囲 : Aカップ
- (名ばかりの)副キャプテン / Co-Captain (in name only)

ゾーイの恋人を殺したせいで、彼女とは表面上はいつもいがみ合っている。非常に粗野で口が悪い。

レスリー・チャンドラ / Lesley Chandra
- 人種 : 東インド系アメリカ人(East Indian American)
- 頭髪 : 栗毛・黒髪
- 瞳色 : 茶
- 胸囲 : Dカップ
- 会計係 / Team Treasurer

母性愛に溢れAスコード最大の良心を有する。

レナード・デュヴァル / Leonard Duvall
- 人種 : ヨーロッパ系アメリカ人
- 頭髪 : 栗毛
- 瞳色 : 蒼
- 胸囲 : －
- ヘザーの親友 / Heather's best friend

所謂"ナード"であるレナードは、Aスコードが実は本物の吸血鬼なのにヘザーは自身が仲間にされるまでそれを信じないかもと危惧していた。隠されていた真実を知った彼はAスコードに立ち向かい秘密を暴露する決意を表明するが、結局はプランBCこと"ブーティ・コール"(Booty call)の逆襲を受け彼女らの餌食となり、その後はスレールにされている。

## 既刊
- 『ヴァンパイア・チアリーダーズ』 1巻 Vampire Cheerleaders Vol.1 ISBN 978-1-934876-84-8 セヴン・シーズ・エンターテインメント 2011年
- 『ヴァンパイア・チアリーダーズ』 2巻 Vampire Cheerleaders Vol.2 ISBN 978-1-935934-06-6 セヴン・シーズ・エンターテインメント 2011年
- 『ヴァンパイア・チアリーダーズ／パラノーマル・ミステリー・スコード：モンスター・マッシュ・コレクション』 Vampire Cheerleaders/Paranormal Mystery Squad Monster Mash Collection ISBN 978-1-935934-74-5 セヴン・シーズ・エンターテインメント 2012年
- 『ヴァンパイア・チアリーダーズ・マスト・ダイ！』 Vampire Cheerleaders Must Die! ISBN 978-1-937867-19-5 セヴン・シーズ・エンターテインメント 2013年
- 『ヴァンパイア・チアリーダーズ・イン・スペース・・・＆タイム？！』 Vampire Cheerleaders in Space...and Time?! ISBN 978-1-626920-98-9 セヴン・シーズ・エンターテインメント 2015年